# Epidirona torquata
Epidirona torquata es una especie de gastrópodo, caracol marino,  del género Epidirona, perteneciente a familia Turridae.